# گود (ویرجینیای غربی)
گود (به انگلیسی: Good) یک منطقهٔ مسکونی در ایالات متحده آمریکا است که در شهرستان همپشر، ویرجینیای غربی واقع شده‌است.